# Martin Lee
Martin Lee (n. 13 de enero de 1978 en Londres, Reino Unido) es un exjugador británico de tenis. El zurdo jugador se convirtió en profesional en 1996 y en su carrera tuvo recurrentes problemas en la rodilla, razón por la cual abandonó la actividad en noviembre de 2006.
Alcanzó su mejor ranking en individuales de la ATP el 3 de noviembre de 2002, cuando alcanzó el puesto 94 del mundo.

## Títulos (0)

### Finalista en individuales (1)
- 2001: Newport (pierde ante Neville Godwin)